# Museo dell'Opera del Duomo (Florència)
El Museo dell'Opera del Duomo (en italià, literalment, 'Museu de l'Obra de la Catedral'), situat a Florència, és un dels museus d'aquesta ciutat toscana, dedicat a l'escultura. És a la Piazza del Duomo, 9, de Florència. Es dedica principalment a les escultures de la catedral de Florència: objectes de l'exterior del Duomo, el campanar i el baptisteri. Hi ha sales dedicades a Brunelleschi, s'hi exposen eines utilitzades a l'època de la construcció de la catedral, dues maquetes, una de la catedral i una altra de la façana. La principal obra escultòrica és la Pietà de Miquel Àngel.

## Història i col·leccions

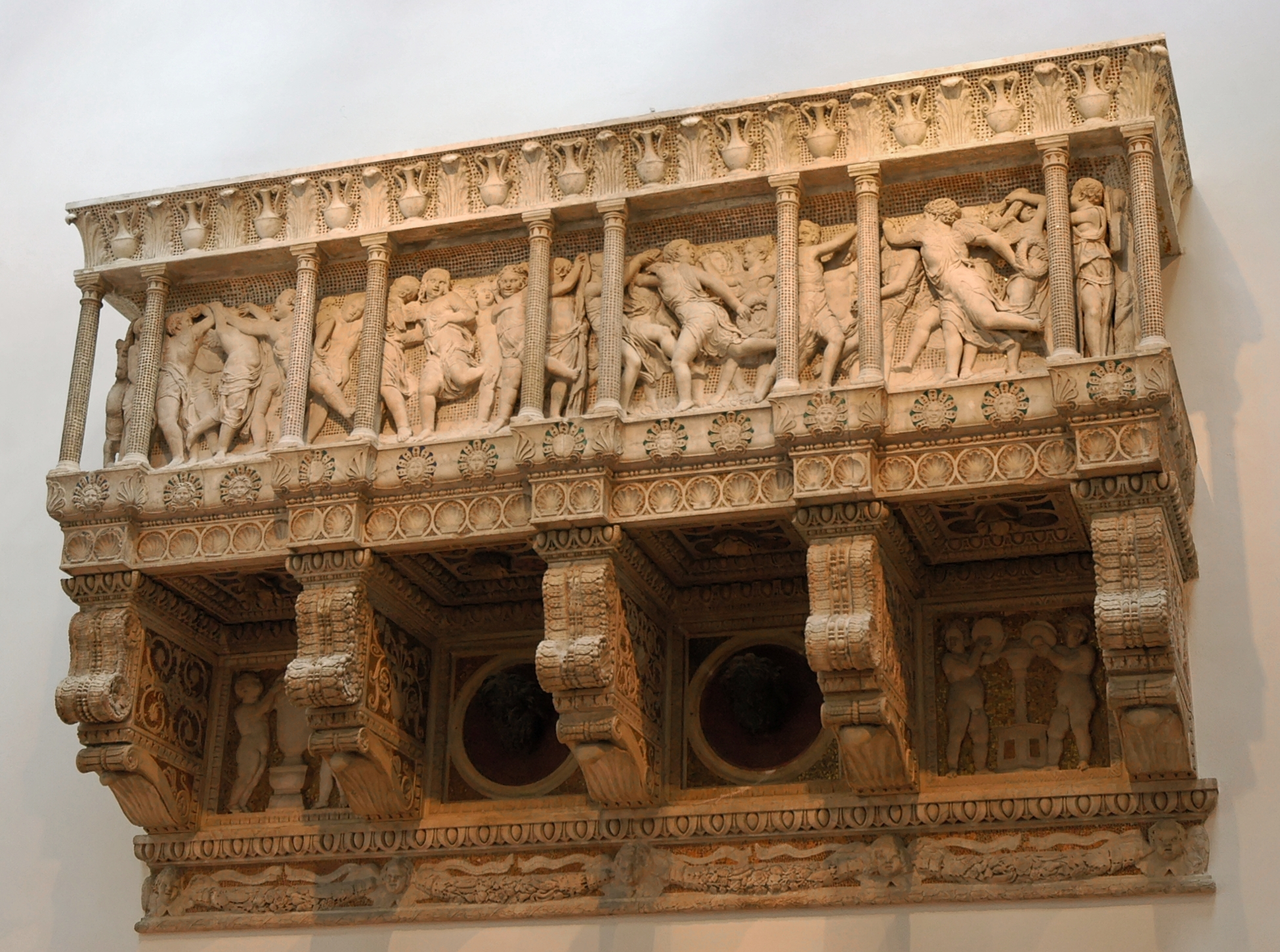
Donatello, Cantoria

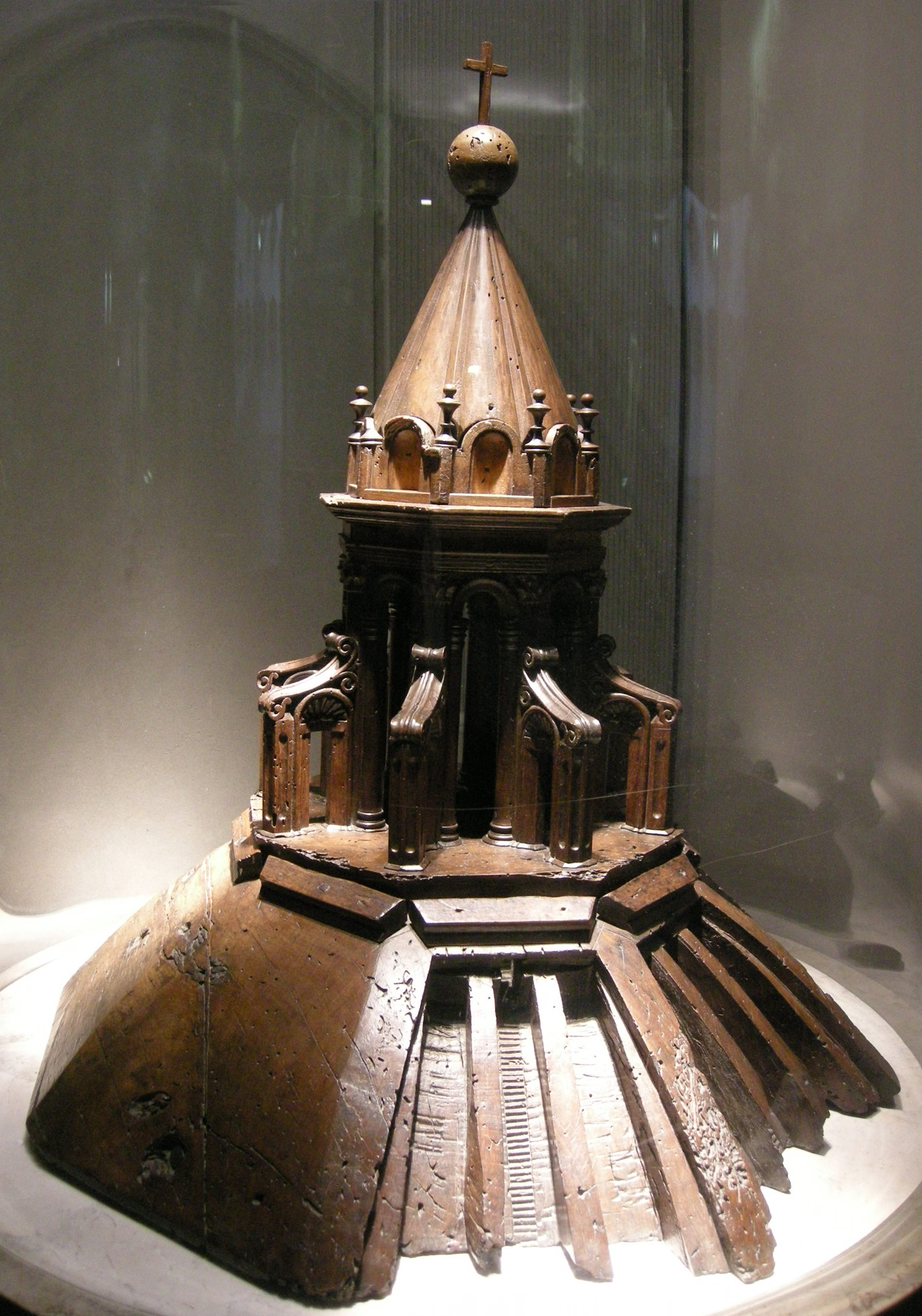
Model de fusta de la llanterna de la cúpula de la catedral, s. XVII

El lloc on se situa actualment el museu té uns orígens antics: en el seu origen va ser un edifici utilitzat des de l'any 1296 per acollir l'Opera del Duomo (obra de la catedral), una institució laica, fundada per la República de Florència, integrada pels administradors, artistes i treballadors que s'ocupaven de la construcció de Santa Maria del Fiore.
El 1400, per raons d'espai, l'Opera es va traslladar a la que és la seua actual seu, un palau construït sobre una antiga finca adjacent als forns del taller de Lorenzo Ghiberti (on l'artista va fondre les seue portes de bronze per al baptisteri). També en aquest cas, al voltant de 1500 Miquel Àngel va esculpir el famós David, reciclant una peça de marbre parcialment utilitzat en l'Opera del Duomo.
Acabada la catedral (1436), l'Opera es va mantenir activa amb la tasca de proveir a la protecció i manteniment del complex compost de la Catedral, Baptisteri i Campanar. Des del 1891, es va obrir al públic algunes de les sales, transformant-se en un museu. A través dels segles no només s'havia reunit una col·lecció impressionant d'obres mestres procedents dels tres monuments, sinó també records històrics de valor incalculable relacionats amb la construcció de Santa Maria del Fiore, com el model de Brunelleschi per a la cúpula de Santa Maria del Fiore, els diferents projectes per a la façana dels segles xvi i xvii i alguns equips i eines utilitzats en la construcció (polipasts, carrets, cordes ...).
En l'actualitat aquest museu exhibeix un gran nombre d'obres mestres que ofereixen un panorama exhaustiu de l'evolució de l'escultura florentina des del Trecento fins al Cinquecento. Entre les obres més importants destaquen els panells originals Lorenzo Ghiberti de la Portes del Paradís del Baptisteri, les escultures d'Arnolfo di Cambio, procedents la majoria de la façana antiga de la catedral (Bonifaci VIII, el cicle marià, etc.); els cors (cantoria) de la Catedral, la realitzada per Donatello i la de Luca della Robbia, els panells del campanar d'Andrea Pisano, les escultures de Donatello com el profeta Habacuc (anomenat pels florentins Zuccone per estar calb), la Maria Magdalena penitent de fusta, o la Pietat Bandini de Miquel Àngel (1548-1555), obra tardana de l'artista, probablement concebuda com un monument a la seva tomba.
Tanmateix el museu també té una llarga sèrie d'artefactes romans utilitzats en la construcció de temples, escultures i baixos relleus i una àmplia col·lecció d'art religiós (reliquiaris, creus, cofres, casulles, bastons pastorals). La relíquia d'un dit de la Sant Joan Baptista fou donada per l'antipapa Joan XXIII, soterrat a Florència.
L'obra d'ampliació, modernització i adequació tècnica realitzada entre 1998 i 2000, en vista del Jubileu, per Luigi Zang i David Palterer ha implicat augmentar-ne la superfície d'expositiva al voltant d'un terç. Una nova extensió, dissenyada per Adolfo Natalini per a estar acabada l'any 2009, ocuparia les sales adjacents del lloc on es troba l'antic teatre dels Intrèpids, construït per Gran Duc Pietro Leopoldo el 1779.

## Obres principals

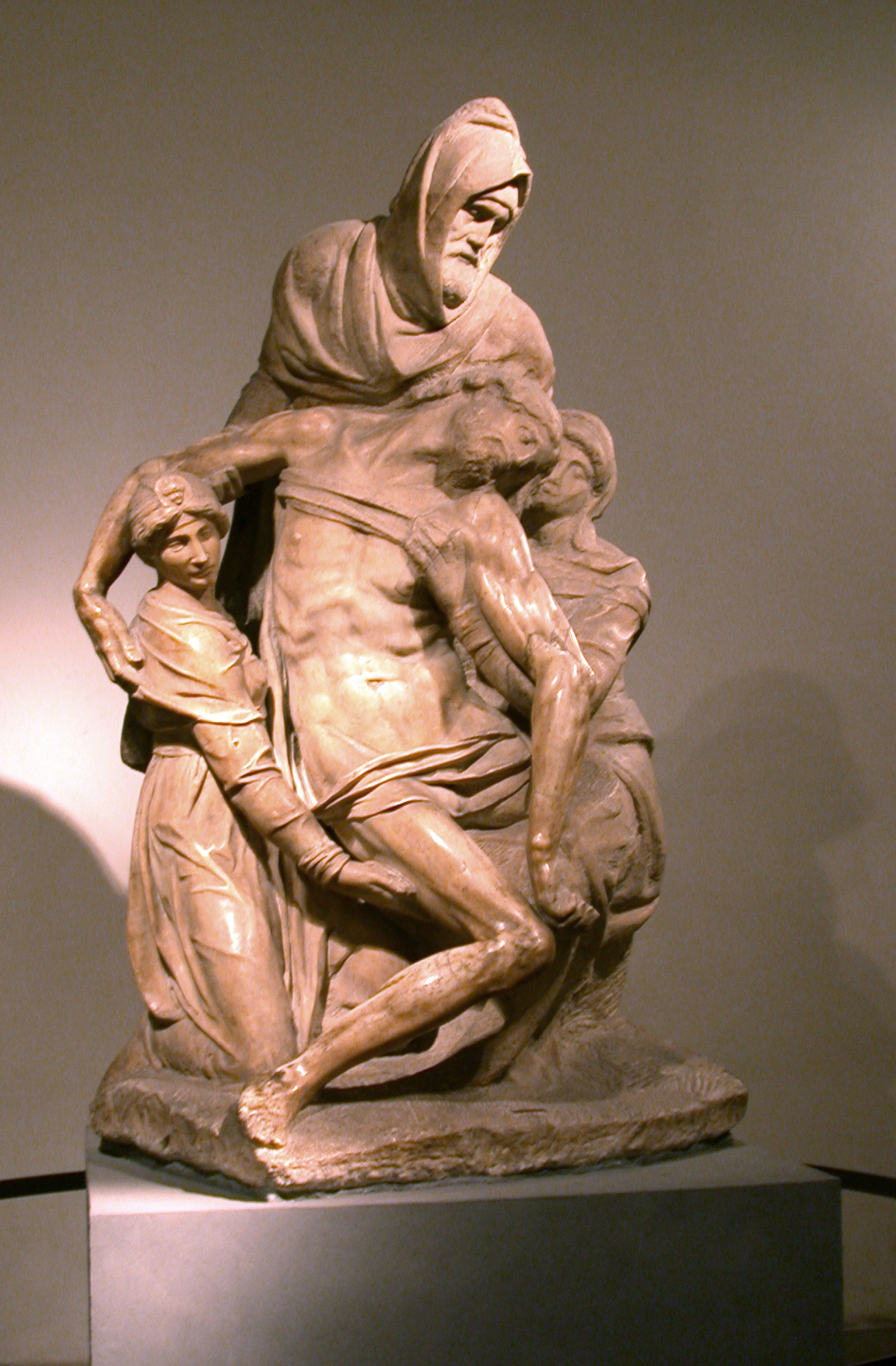
Michelangelo, Pietat Bandini

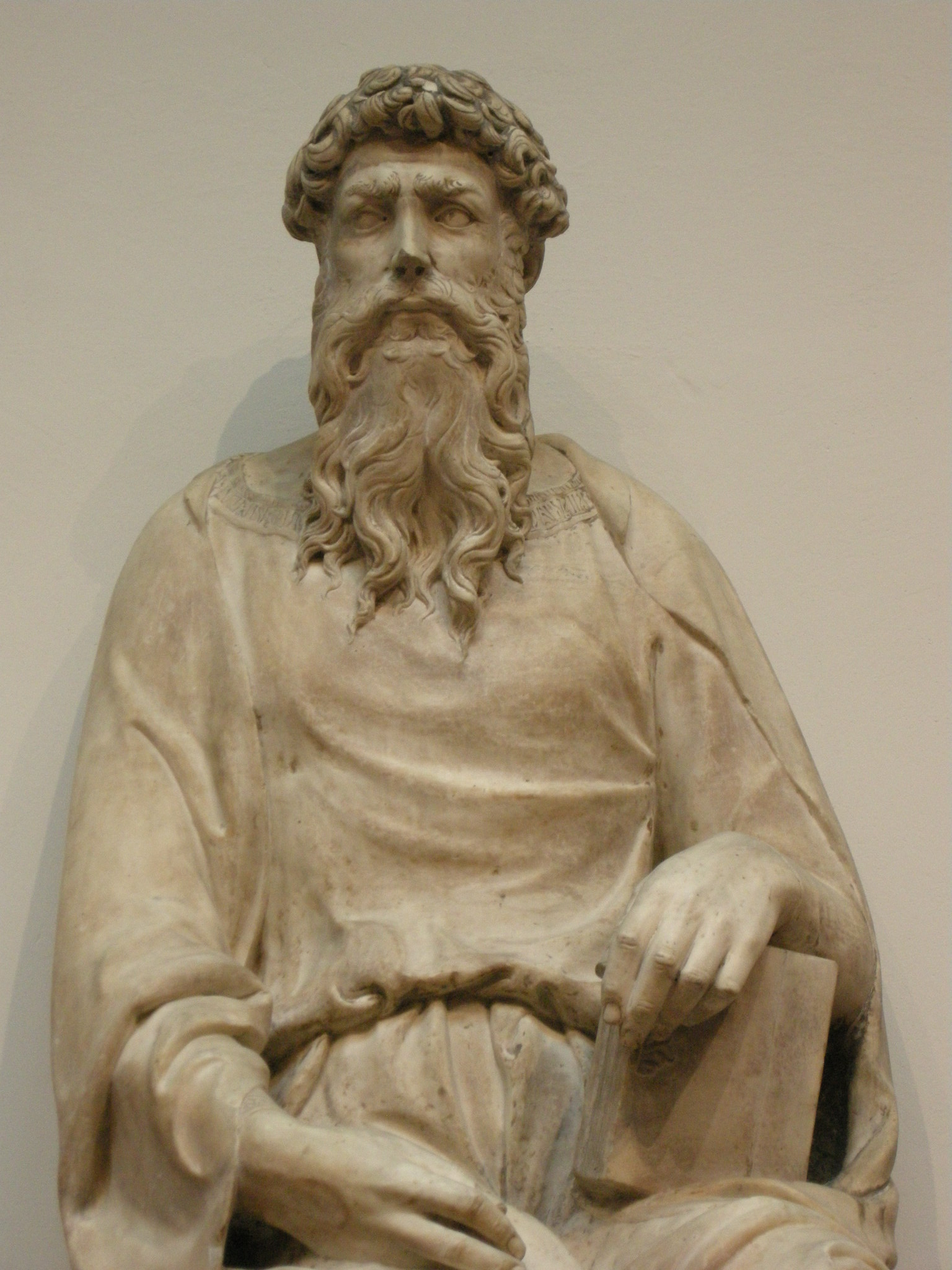
Donatello, Sant Joan Evangelista

### Ghiberti
- Porta del Paradís

### Donatello
- Creació d'Eva
- Profeta imberbe
- Profeta pensatiu
- Petit profeta
- Sacrifici d'Isaac
- Cantoria
- Profeta Jeremies
- Sant Joan Evangelista
- Profeta habacuc o Zuccone
- Magdalena penitent

### Nanni di Banco
- Profetino
- San Luca

### Luca della Robbia
- Cantoria

### Antonio Pollaiolo
- Creu del Tresor de San Giovanni
- Parato di San Giovanni

### Miquel Àngel
- Pietat Bandini o Pietat Florentina